# Alastair Cook
Alastair Nathan Cook (nacido el 25 de diciembre de 1984) es un jugador de críquet de Inglaterra. Es un excapitán de los equipos England Test Cricket y One-Day International. Cook es el segundo jugador de Test Cricket con más partidos internacionales de Inglaterra y ha capitaneado al equipo inglés en 59 partidos de Test Cricket, así como en 69 partidos de One Day International. Es el máximo anotador de carreras en los partidos de Test Cricket para Inglaterra y el jugador más joven en anotar 12,000 carreras de prueba (el sexto en general y el único inglés). Fue nombrado capitán del equipo Test Cricket después del retiro de Andrew Strauss el 29 de agosto de 2012. Cook capitaneó a Inglaterra en su primera victoria en la serie Test Cricket en India desde 1984–85.

## Carrera profesional
En marzo de 2006, Cook hizo su debut en el debut de Test Cricket para Inglaterra contra India. En junio de 2006, hizo su debut en One Day International para Sri Lanka. En junio de 2007, hizo su debut en Twenty20 para Indias Occidentales.
Cuando Cook se retiró del cricket internacional en 2018, declaró que continuaría jugando para Essex y firmó un contrato de tres años con ellos. En la temporada del Campeonato del condado de 2019, Cook ayudó a Essex a ganar el título. En agosto de 2020, durante el Trofeo Bob Willis de 2020, Cook anotó su carrera número 24.000 en el cricket de primera clase.